# Prades-le-Lez
Prades-le-Lez település Franciaországban, Hérault megyében. Lakosainak száma 6207 fő (2022. január 1.). Prades-le-Lez Assas, Clapiers, Les Matelles, Montferrier-sur-Lez, Saint-Clément-de-Rivière, Saint-Vincent-de-Barbeyrargues és Le Triadou községekkel határos.

## Népesség
A település népességének változása:
| Lakosok száma | 704  | 1538 | 3604 | 4494 | 4700 | 5203 | 5467 | 5908 | 6007 | 6207 |
|               | 1968 | 1982 | 1990 | 2006 | 2013 | 2015 | 2017 | 2019 | 2020 | 2022 |